# Sech
Sech (o anche El Peluche), pseudonimo di Carlos Isaías Morales Williams (Río Abajo, 3 dicembre 1993), è un cantante e produttore discografico panamense, esponente del genere urbano/reggaeton.

## Biografia
Salito alla ribalta con il singolo Miss Lonely, dal 2017 è legato all'etichetta discografica Rich Music, con la quale pubblica il suo primo mixtape, The Sensation. Brani come Qué Más Pues - che raggiunge in pochi mesi 60 milioni di visualizzazioni su YouTube - contribuiscono alla sua fama, insieme a collaborazioni con nomi di un certo calibro quali Maluma e Nicky Jam. Nell'aprile 2019 esce il suo secondo album in studio, Sueños, preceduto dall'uscita di singoli come Solita e Otro Trago. Quest'ultima traccia a maggio raggiunge la posizione 4 all'interno della top 200 Spotify, mentre il video ufficiale supera in breve tempo i 130 milioni di visualizzazioni su YouTube.
A maggio 2020 pubblica il suo secondo album in studio 1 of 1 contenente il singolo di successo Relación.

## Discografia

### Album in studio
- 2019 – Sueños
- 2020 – 1 of 1
- 2021 – 42
- 2023 – El Bloke

### Album in collaborazione
- 2019 – The Academy (con Rich Music e Dalex)

### Mixtape
- 2017 – The Sensation Mixtape

### EP
- 2018 – The Sensation
- 2020 – A Side

### Singoli
- 2019 – Otro trago
- 2021 – 911